# Raggkranslav
Raggkranslav (Phaeophyscia kairamoi) är en lavart som först beskrevs av Vain., och fick sitt nu gällande namn av Moberg. Raggkranslav ingår i släktet Phaeophyscia och familjen Physciaceae.  Arten är reproducerande i Sverige. Inga underarter finns listade i Catalogue of Life.